# Río Topo
Río Topo är ett vattendrag i Ecuador.   Det ligger i provinsen Tungurahua, i den centrala delen av landet, 140 km söder om huvudstaden Quito.